# Иполито Агосто
Иполито Агосто е първият епископ на побраната само в политическите граници на България Никополска епархия.

## Биография
Иполито (Иполит) Луи Агосто е роден на 27 юли 1838 г. Той е от италиански произход.
След промяната на статута на Никополската епархия в началото на 1883 г., и отделянето на Влашко от юрисдикцията на Никополския епископ, тогавашният владика монсеньор Паоли е назначен за първи Букурещки архиепископ. Отец Агосто е избран за епископ на вече побраната само в политическите граници на Княжество България Никополска епархия.
Монсеньор Агосто развива голяма дейност в следосвобожденска България: създава нови енории в пет села – Бърдарски геран, Асеново, Брегаре, Гостиля и Драгомирово, с преселници от банатските села, завърнали се от Банат в България след Освобождението; основава семинария в Русе; с негова помощ са построени църквите във Варна и в новосъздадените католически енории в селата Драгомирово, Бърдарски геран, Гостиля и Асеново; урежда католически гробища в Русе, където с негово съдействие е построена през 1890-1891 г. и катедралата „Свети Павел от Кръста“.
Епископ Иполит Агосто управлява епархията до смъртта си на 3 декември 1893 г. в Белене. Погребан е в катедрата „Свети Павел от Кръста“ в Русе.